# Tønder
Tønder este un oraș în Danemarca.